# Selinum dimidiatum
Selinum dimidiatum är en flockblommig växtart som beskrevs av Dc. Selinum dimidiatum ingår i släktet krusfrön, och familjen flockblommiga växter. Inga underarter finns listade i Catalogue of Life.